# Lion Rouge
Lion Rouge is een historisch Belgisch merk van bromfietsen.
De bedrijfsnaam was SA Lion Rouge, het was gevestigd in Kortrijk.
Bij Lion Rouge maakte men in de jaren vijftig (waarschijnlijk alleen in 1953) bromfietsen met het bekende Ducati "Cucciolo"-blokje.